# Anita Garibaldi (Santa Catarina)
Anita Garibaldi è un comune del Brasile nello Stato di Santa Catarina, parte della mesoregione Serrana e della microregione di Campos de Lages.

## Storia
Agli inizi del XIX secolo fu terra di passaggio di coloni paulisti e gaúchos e poi di truppe provenienti dai vicini stati di Paraná, São Paulo e Rio Grande do Sul, che allestirono accampamenti nel luogo in cui oggi si trova l'edificio del Municipio e la piazza Paulino Granzotto. Qui si svolgevano commerci delle merci a disposizione dei soldati, tra cui i cavalli, perciò il luogo divenne noto come "Rincão dos Baguais" (Angolo dei Cavalli).
Nel 1900 arrivarono delle famiglie italiane che iniziarono a dissodare i terreni e a sviluppare l'agricoltura, in particolare Paulino Granzotto e i suoi fratelli diedero vita alle prime iniziative di sviluppo locale che portarono alla realizzazione nel 1905 di un primo stabilimento commerciale e alla prima scuola.
L'attuale nome della città, utilizzato dal 1842, è un omaggio degli abitanti alla figura di Anita Garibaldi.